# 扎盧希夫
51°50′11″N 24°52′49″E / 51.83639°N 24.88028°E
扎盧希夫（烏克蘭語：Залухів），是烏克蘭的村落，位於該國西部沃倫州，由科韋利區負責管轄，面積1.37平方公里，海拔高度148米，2001年人口424，人口密度每平方公里309.49人。